# وزارة الخدمة المدنية (سلطنة عمان)
وزارة الخدمة المدنية هي الهيئة الحكومية في سلطنة عُمان المسؤولة عن جميع الأمور المتعلقة بموظفي الحكومة في ظل نظام الخدمة المدنية.